# St. Florian (Oberaudorf)

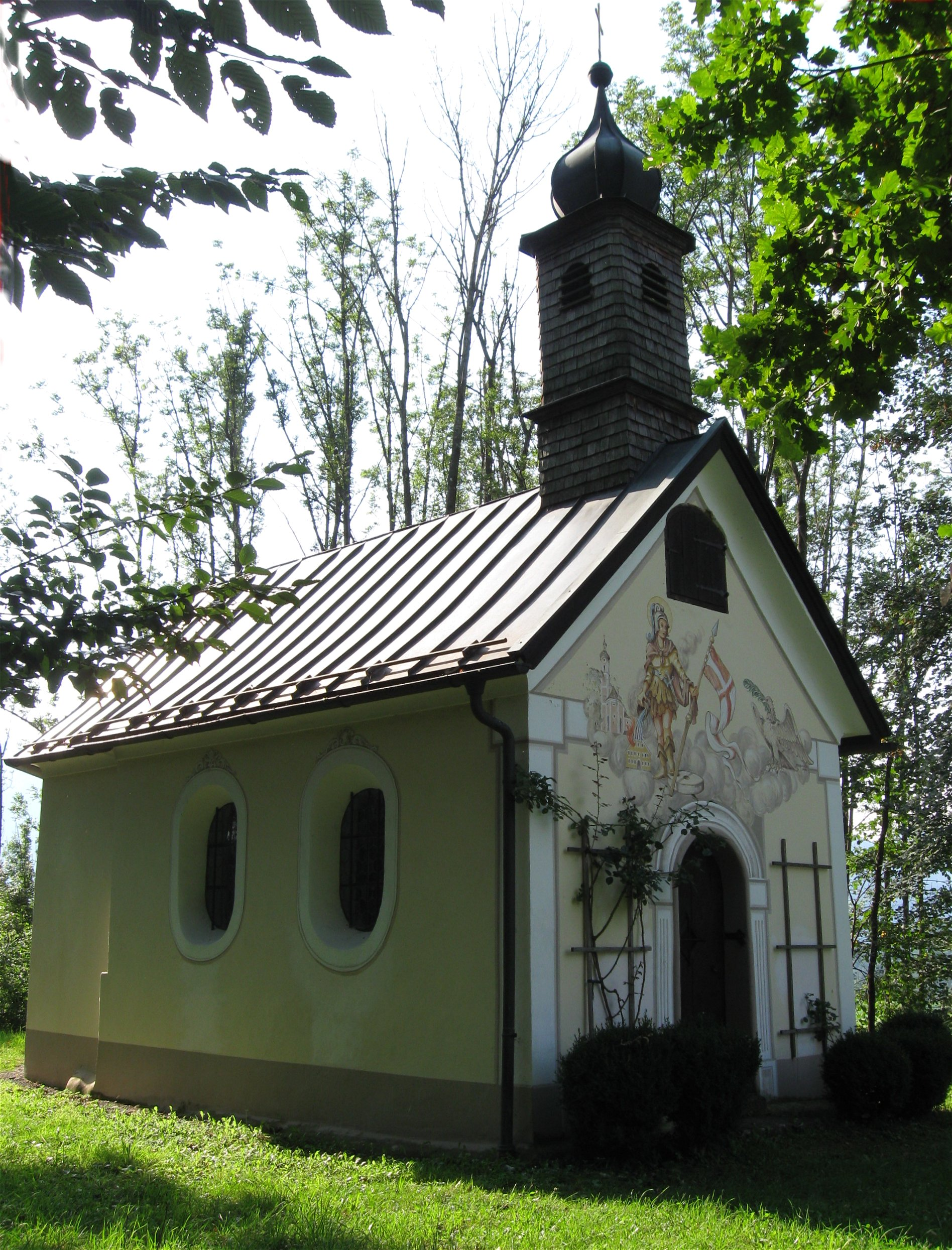
St. Florian in Oberaudorf

Die römisch-katholische Kapelle St. Florian steht auf dem Florianiberg von Oberaudorf, einer Gemeinde im oberbayerischen Landkreis Rosenheim. Sie ist in der Liste der Baudenkmäler in Oberaudorf unter der Nr. D-1-87-157-27 eingetragen. Die Kapelle gehört zum Erzbistum München und Freising.

## Beschreibung
Die Kapelle wurde 1815 erbaut. Sie besteht aus dem Langhaus und dem dreiseitig geschlossenen Chor im Osten. Über dem Giebel im Westen erhebt sich ein Dachreiter mit Glockenstuhl und Zwiebelhaube. An der Giebelwand über dem Eingang ist in einem Gemälde die Legende des Heiligen Florian dargestellt. Als Schutzheiliger gegen Feuer löscht Florian ein Haus, während er den linken Fuß auf den Mühlstein setzt. Mit dem Hals an diesen Stein gebunden wurde er als wegen seines Glaubens Verurteilter in die Enns geworfen und ertränkt. Der Adler rechts im Bild hält die Märtyrerpalme im Schnabel; er beschützte den Leichnam vor Schändung, bis er aufgefunden und beigesetzt wurde. Links in dem Gemälde ist die Pfarrkirche von Oberaudorf abgebildet. 
Der Innenraum ist mit einem Tonnengewölbe überspannt. Auf der Deckenmalerei im Langhaus ist der Einzug in Jerusalem dargestellt, auf der des Chors das Abendmahl Jesu. Der frühklassizistische Altar steht auf einem spätgotischen Stipes.

## Kreuzweg
Am Weg hinauf zum Florianiberg stehen vierzehn Kreuzwegstationen in Form von Nischenkapellen mit Satteldach, jeweils mit einem Gemälde.